# Surfing la Jocurile Olimpice de vară din 2020 - shortboard feminin
Proba de surfing shortboard feminin de la Jocurile Olimpice de vară din 2020 a avut loc în perioada 25-28 iulie 2021 la Tsurigasaki Surfing Beach.

## Program
Orele sunt ora Japoniei (UTC+9) 
| Data                    | Timp        | Etapă                                     |
| ----------------------- | ----------- | ----------------------------------------- |
| Duminică, 25 iulie 2021 | 10:20 15:00 | Calificări runda 1 Calificări runda a 2-a |
| Luni, 26 iulie 2021     | 7:00        | Calificări runda a 3-a                    |
| Marți, 27 iulie 2021    | 9:24 13:00  | Sferturi de finală Semifinale             |
| Miercuri, 28 iulie 2021 | 8:00 9:30   | Finala mică Finala                        |

## Formatul competiției
Competiția a constat din șase runde:
- Runda 1: 5 serii a câte 4 surfere fiecare; primele 2 din fiecare serie (10 în total) avansează în runda a 3-a în timp ce celelalte 2 din fiecare serie (10 în total) merg în runda a 2-a (recalificare)
- Runda a 2-a: 2 serii a câte 5 surfere fiecare; primele 3 din fiecare serie (6 în total) avansează în runda a 3-a în timp ce celelalte 2 din fiecare serie (4 în total) sunt eliminate
- Runda a 3-a: runda eliminatorie începe cu optimile de finală (8 serii a câte 2 surfere fiecare; câștigătoarea avansează, învinsa este eliminat)
- Sferturi de finală
- Semifinale
- Meciul pentru medalia de bronz și finala

Lungimea fiecărei serii (20 până la 35 de minute) și numărul maxim de valuri pe care le poate parcurge fiecare surfer sunt stabilite de directorul tehnic înainte de ziua competiției. Scorul pentru fiecare val este de la 0 la 10, numărându-se cele mai bune două valuri pentru fiecare surfer. Scoring for each wave is from 0 to 10, with the best two waves for each surfer counting. Scorurile se bazează pe dificultatea manevrelor efectuate, inovația și progresia, varietatea, combinația, viteza, puterea și fluxul fiecărei manevre.

## Rezultate

### Runda 1
Prima rundă este non-eliminatorie. Surferii sunt grupați în cinci serii a câte 4, primii doi calificându-se în runda a 3-a, ceilalți doi mergând în runda a 2-a, prima rundă eliminatorie.

#### Seria 1
| Loc | Surfer          | Țară                       | Scor total | Note |
| --- | --------------- | -------------------------- | ---------- | ---- |
| 1   | Carissa Moore   | Statele Unite ale Americii | 11,74      | R3   |
| 2   | Teresa Bonvalot | Portugalia                 | 9,80       | R3   |
| 3   | Dominic Barona  | Ecuador                    | 7,66       | R2   |
| 4   | Daniella Rosas  | Peru                       | 7,50       | R2   |

#### Seria 2
| Loc | Surfer            | Țară          | Scor total | Note |
| --- | ----------------- | ------------- | ---------- | ---- |
| 1   | Sally Fitzgibbons | Australia     | 12,50      | R3   |
| 2   | Brisa Hennessy    | Costa Rica    | 12,20      | R3   |
| 3   | Bianca Buitendag  | Africa de Sud | 11,44      | R2   |
| 4   | Mahina Maeda      | Japonia       | 9,20       | R2   |

#### Seria 3
| Loc | Surfer            | Țară      | Scor total | Note |
| --- | ----------------- | --------- | ---------- | ---- |
| 1   | Stephanie Gilmore | Australia | 14,50      | R3   |
| 2   | Silvana Lima      | Brazilia  | 12,13      | R3   |
| 3   | Pauline Ado       | Franța    | 9,17       | R2   |
| 4   | Anat Lelior       | Israel    | 7,77       | R2   |

#### Seria 4
| Loc | Surfer              | Țară     | Scor total | Note |
| --- | ------------------- | -------- | ---------- | ---- |
| 1   | Tatiana Weston-Webb | Brazilia | 11,33      | R3   |
| 2   | Johanne Defay       | Franța   | 10,60      | R3   |
| 3   | Sofía Mulánovich    | Peru     | 7,80       | R2   |
| 4   | Amuro Tsuzuki       | Japonia  | 6,99       | R2   |

#### Seria 5
| Loc | Surfer            | Țară                       | Scor total | Note |
| --- | ----------------- | -------------------------- | ---------- | ---- |
| 1   | Caroline Marks    | Statele Unite ale Americii | 13,40      | R3   |
| 2   | Ella Williams     | Noua Zeelandă              | 9,70       | R3   |
| 3   | Leilani McGonagle | Costa Rica                 | 9,64       | R2   |
| 4   | Yolanda Hopkins   | Portugalia                 | 9,24       | R2   |

### Runda a 2-a
Primele trei surfere din fiecare serie se califică în runda a 3-a, celelalte două fiind eliminate.

#### Seria 1
| Loc | Surfer            | Țară          | Scor total | Note |
| --- | ----------------- | ------------- | ---------- | ---- |
| 1   | Amuro Tsuzuki     | Japonia       | 11,60      | R3   |
| 2   | Bianca Buitendag  | Africa de Sud | 10,40      | R3   |
| 3   | Mahina Maeda      | Japonia       | 9,63       | R3   |
| 4   | Leilani McGonagle | Costa Rica    | 9.63       | E    |
| 5   | Dominic Barona    | Ecuador       | 8.87       | E    |

#### Seria 2
| Loc | Surfer           | Țară       | Scor total | Note |
| --- | ---------------- | ---------- | ---------- | ---- |
| 1   | Yolanda Hopkins  | Portugalia | 12,23      | R3   |
| 2   | Pauline Ado      | Franța     | 9,66       | R3   |
| 3   | Sofía Mulánovich | Peru       | 9,36       | R3   |
| 4   | Anat Lelior      | Israel     | 8,93       | E    |
| 5   | Daniella Rosas   | Peru       | 8,14       | E    |

### Runda a 3-a
Câștigătoarea fiecărei serii se califică în sferturile de finală.
| Loc | Surfer              | Țară                       | Scor total | Note |
| --- | ------------------- | -------------------------- | ---------- | ---- |
| 2   | Stephanie Gilmore   | Australia                  | 10,00      | E    |
| 1   | Bianca Buitendag    | Africa de Sud              | 13,93      | SF   |
|     |                     |                            |            |      |
| 2   | Johanne Defay       | Franța                     | 9,40       | E    |
| 1   | Yolanda Hopkins     | Portugalia                 | 10,84      | SF   |
|     |                     |                            |            |      |
| 1   | Brisa Hennessy      | Costa Rica                 | 12,00      | SF   |
| 2   | Ella Williams       | Noua Zeelandă              | 7,73       | E    |
|     |                     |                            |            |      |
| 1   | Caroline Marks      | Statele Unite ale Americii | 15,33      | SF   |
| 2   | Mahina Maeda        | Japonia                    | 7,34       | E    |
|     |                     |                            |            |      |
| 1   | Carissa Moore       | Statele Unite ale Americii | 10,34      | SF   |
| 2   | Sofía Mulánovich    | Peru                       | 9,90       | E    |
|     |                     |                            |            |      |
| 1   | Silvana Lima        | Brazilia                   | 12,17      | SF   |
| 2   | Teresa Bonvalot     | Portugalia                 | 7,50       | E    |
|     |                     |                            |            |      |
| 2   | Tatiana Weston-Webb | Brazilia                   | 9,00       | E    |
| 1   | Amuro Tsuzuki       | Japonia                    | 10,33      | SF   |
|     |                     |                            |            |      |
| 1   | Sally Fitzgibbons   | Australia                  | 10,86      | SF   |
| 2   | Pauline Ado         | Franța                     | 9,03       | E    |

### Sferturile de finală
Câștigătoarea fiecărui sfert de finală se califică în semifinale, iar învinsele sunt eliminate.
| Loc | Surfer            | Țară                       | Scor total | Note |
| --- | ----------------- | -------------------------- | ---------- | ---- |
| 1   | Bianca Buitendag  | Africa de Sud              | 9,50       | SE   |
| 2   | Yolanda Hopkins   | Portugalia                 | 5,46       | E    |
|     |                   |                            |            |      |
| 2   | Brisa Hennessy    | Costa Rica                 | 6,83       | E    |
| 1   | Caroline Marks    | Statele Unite ale Americii | 12,50      | SE   |
|     |                   |                            |            |      |
| 1   | Carissa Moore     | Statele Unite ale Americii | 14,26      | SE   |
| 2   | Silvana Lima      | Brazilia                   | 8,30       | E    |
|     |                   |                            |            |      |
| 1   | Amuro Tsuzuki     | Japonia                    | 13,27      | SE   |
| 2   | Sally Fitzgibbons | Australia                  | 11,67      | E    |

### Semifinale
Câștigătoarea fiecărei semifinale se califică în finală, iar învinsa va juca finala pentru medalia de bronz.
| Loc | Surfer           | Țară                       | Scor total | Note |
| --- | ---------------- | -------------------------- | ---------- | ---- |
| 1   | Bianca Buitendag | Africa de Sud              | 11,00      | F    |
| 2   | Caroline Marks   | Statele Unite ale Americii | 3,67       | MMB  |
|     |                  |                            |            |      |
| 1   | Carissa Moore    | Statele Unite ale Americii | 8,33       | F    |
| 2   | Amuro Tsuzuki    | Japonia                    | 7,43       | MMB  |

### Finala pentru medalia de bronz
| Loc | Surfer         | Țară                       | Scor total | Note |
| --- | -------------- | -------------------------- | ---------- | ---- |
| 2   | Caroline Marks | Statele Unite ale Americii | 4,26       | 4    |
| 1   | Amuro Tsuzuki  | Japonia                    | 6,80       | 3    |

### Finala
| 2                                                                  | Bianca Buitendag | Africa de Sud              | 8,46  | 2 |
| 1                                                                  | Carissa Moore    | Statele Unite ale Americii | 14,93 | 1 |
| Sursa: Tokyo 2020 Arhivat în 14 ianuarie 2022, la Wayback Machine. |                  |                            |       |   |